# Sportclub Austria Lustenau
Lo Sportclub Austria Lustenau, detto anche semplicemente SC Austria Lustenau o solo Austria Lustenau, è una squadra calcistica austriaca di Lustenau, città del land Vorarlberg.
La squadra gioca nella massima divisione del campionato austriaco di calcio, la Bundesliga.

## Storia

### Gli anni nei campionati regionali
Fu fondata nel giugno del 1914 come Fußballabteilung des Turnerbundes Lustenau (FA Turnerbund Lustenau), era cioè la sezione calcio della polisportiva cittadina. Nel 1920 fu tra i membri fondatori della Vorarlberger Fußball-Verband e, dieci anni dopo, vinse il primo titolo regionale, a cui seguì il secondo posto nel campionato amatoriale alle spalle del Kremser. La rivalità con i concittadini del Lustenau 07 era già in quel periodo molto sentita. Nel 1936 vinse la sua prima coppa del Vorarlberg, quindi l'anno dopo vinse il secondo titolo regionale. Sempre nel 1937, il club modificò l'originale denominazione assumendo quella attuale di Sportclub Austria Lustenau.
Dopo la seconda guerra mondiale, i bianco-verdi tornarono a vincere, ottenendo il titolo regionale nel 1945-1946 e nel 1948-1949 (stagione del double con la coppa regionale) e vincendo la coppa nel 1950-1951 e nel 1957-1958. In questi anni il club si muove tra i campionati regionali, l'Arlbergliga e la Regionalliga, arrivando sino al secondo livello del campionato nazionale.
Nell'agosto del 1965 Austria Lustenau e Dornbirn si uniscono formando lo SVg Lustenau/Dornbirn. Dopo aver disputato la stagione 1965-1966 in Regionalliga, però, lo spielgemeinshaft viene subito dissolto. A seguito di questo episodio i biancoverdi rimarranno a lungo lontani dal calcio delle categorie superiori: nel 1976-1977 e 1977-1978 conquistano il titolo regionale e, nel 1979-1980, il double campionato-coppa del Vorarlberg.

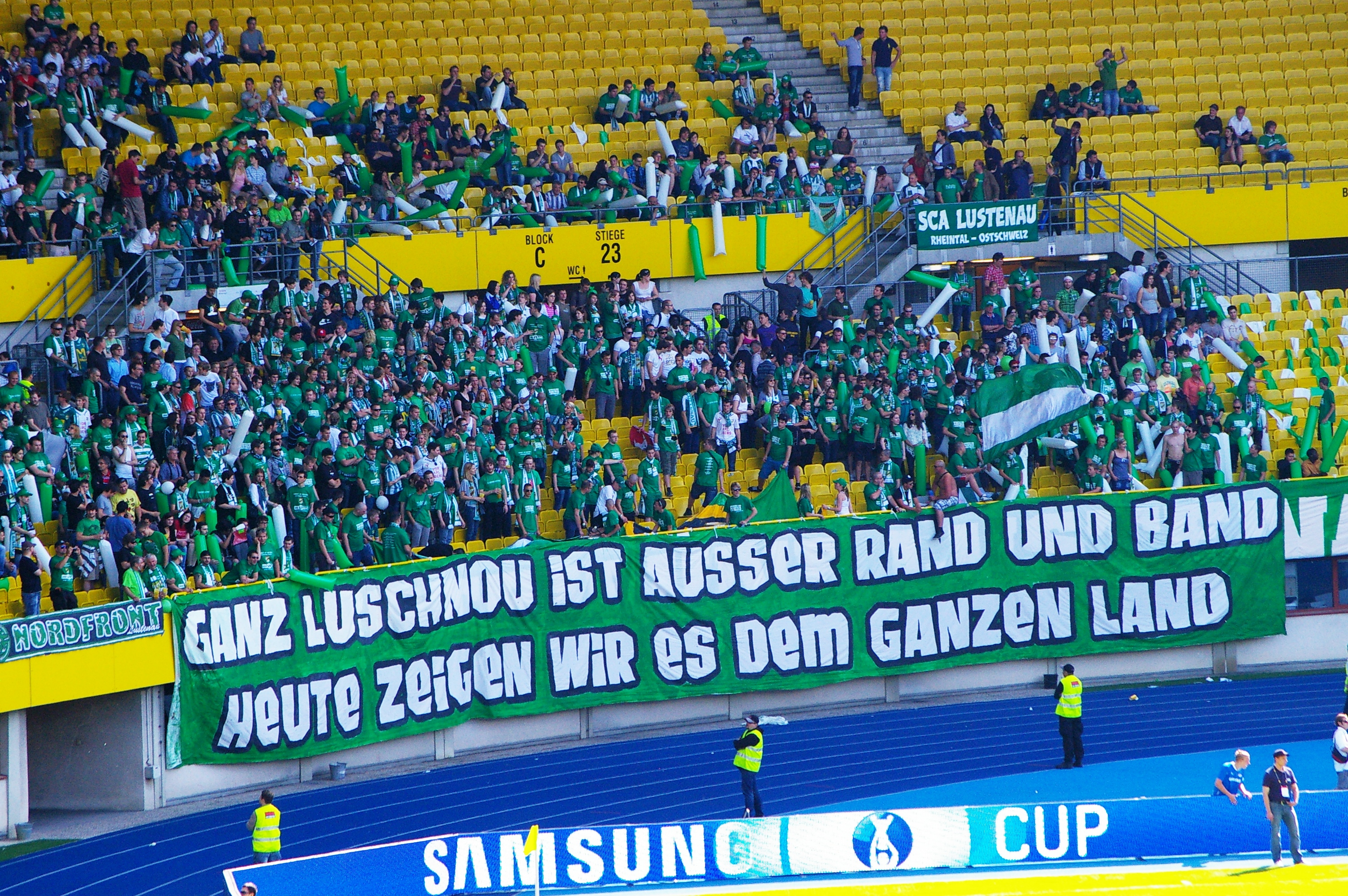
Tifosi dell'Austria Lustenau all'Ernst Happel Stadion di Vienna durante la finale di ÖFB-Cup 2010-2011

### L'approdo al professionismo
Al termine della stagione 1993-1994 il club è campione della Regionalliga West e, con la promozione in 2. Division, sbarca per la prima volta nel calcio professionistico. Dopo alcune buone stagioni, nel torneo 1996-1997 l'Austria Lustenau conquista la storica promozione in Bundesliga, dove rimane per tre stagioni. Dopo aver conquistato due salvezze in extremis (9º posto nel 1997-1998 e 1998-1999), nel 1999-2000 retrocede in Erste Liga. Nel 2001 potrebbe festeggiare un pronto ritorno nell'élite del calcio austriaco, ma la sconfitta nell'ultima partita contro l'Untersiebenbrunn (1-2) regala al Pasching la promozione in Bundesliga.

### La finale di coppa
Da allora il club milita ininterrottamente in Erste Liga. Il risultato più importante è stato colto nella stagione 2010-2011, quando la squadra ha raggiunto la finale di ÖFB-Cup, dove ha perso per 0-2 per mano del Ried. Si è trattato della prima finale di ÖFB-Cup disputata da un club del Vorarlberg.
Nel 2011-2012 ha concluso il campionato di Erste Liga al 2º posto, dietro al Wolfsberger.

## Stadio
L'Austria Lustenau gioca le partite casalinghe al Reichshof, situato in città. Costruito tra il 1952 e il 1953 e rimodernato nel 1997, dispone oggi di 8 800 posti, di cui 2 126 al coperto e a sedere e 6 674 in piedi (2 390 dei quali a loro volta al coperto). Le dimensioni del terreno di gioco sono di 105 x 68 m.
Caratteristica davvero unica di questo stadio è quella di avere una propria cappella sita all'interno, dove i tifosi possono sposarsi e far battezzare i propri bambini. È stata consacrata nel mese di marzo 2007.
Lo stadio ha ospitato anche la manifestazione Gymnaestrada nel 2007.

## Palmarès

### Competizioni nazionali
- Campionato di 2. Division: 2

1996-1997, 2021-2022
- Campionato di Regionalliga: 1

1993-1994

### Competizioni regionali
- Campionato del Vorarlberg: 9

1920-1930, 1936-1937, 1945-1946, 1948-1949, 1964-1965, 1976-1977, 1977-1978, 1979-1980, 2004-2005
- Coppa del Vorarlberg: 6

1935-1936, 1948-1949, 1950-1951, 1957-1958, 1979-1980, 1998-1999

### Altri piazzamenti
- Campionato amatoriale:

Finalista: 1930
- Coppa del Vorarlberg:

Finalista: 1932-1933, 1934-1935, 1951-1952, 1958-1959, 2007-2008
- Coppa d'Austria:

Finalista: 2010-2011, 2019-2020
- Erste Liga:

Secondo posto: 2013-2014
Terzo posto: 2007-2008, 2010-2011, 2012-2013

## Organico

### Rosa 2024-2025
Aggiornata al 10 gennaio 2025.
| N. |                     | Ruolo | Calciatore        |
| -- | ------------------- | ----- | ----------------- |
| 2  | Austria (bandiera)  | D     | Leo Schachner     |
| 3  | Brasile (bandiera)  | D     | Willian Rodrigues |
| 4  | Austria (bandiera)  | D     | Tobias Berger     |
| 5  | Austria (bandiera)  | D     | Leo Mätzler       |
| 6  | Algeria (bandiera)  | C     | Stan Berkani      |
| 7  | Austria (bandiera)  | D     | Fabian Gmeiner    |
| 8  | Germania (bandiera) | C     | Nico Gorzel       |
| 9  | Austria (bandiera)  | A     | Seifedin Chabbi   |
| 10 | Marocco (bandiera)  | C     | Abdellah Baallal  |
| 11 | Austria (bandiera)  | A     | Melih Akbulut     |
| 12 | Croazia (bandiera)  | C     | Leo Mikić         |
| 15 | Austria (bandiera)  | A     | Namory Cissé      |
| 17 | Germania (bandiera) | C     | Daniel Au Yeong   |

| N. |                           | Ruolo | Calciatore         |
| -- | ------------------------- | ----- | ------------------ |
| 18 | Francia (bandiera)        | D     | Robin Voisine      |
| 19 | Francia (bandiera)        | C     | Sacha Delaye       |
| 20 | Turchia (bandiera)        | C     | Enes Koc           |
| 21 | Francia (bandiera)        | D     | Axel Rouquette     |
| 23 | Austria (bandiera)        | C     | Pius Grabher       |
| 24 | Mali (bandiera)           | A     | Seydou Diarra      |
| 25 | Francia (bandiera)        | D     | Nathan Falconnier  |
| 26 | Costa d'Avorio (bandiera) | C     | Ibrahim Ouattara   |
| 27 | Austria (bandiera)        | P     | Domenik Schierl    |
| 29 | Austria (bandiera)        | P     | Simon Nesler-Täubl |
| 30 | Brasile (bandiera)        | C     | Rafael Devisate    |
| 31 | Austria (bandiera)        | D     | Matthias Maak      |
| 33 | Ungheria (bandiera)       | C     | Dániel Tiefenbach  |

### Rosa 2023-2024
Aggiornata al 9 marzo 2024.
| N. |                     | Ruolo | Calciatore      |
| -- | ------------------- | ----- | --------------- |
| 3  | Togo (bandiera)     | D     | Kennedy Boateng |
| 4  | Austria (bandiera)  | D     | Tobias Berger   |
| 5  | Austria (bandiera)  | D     | Leo Mätzler     |
| 6  | Austria (bandiera)  | D     | Darijo Grujcic  |
| 7  | Austria (bandiera)  | D     | Fabian Gmeiner  |
| 8  | Germania (bandiera) | C     | Torben Rhein    |
| 10 | Austria (bandiera)  | A     | Lukas Fridrikas |
| 11 | Senegal (bandiera)  | D     | Baïla Diallo    |
| 12 | Croazia (bandiera)  | C     | Leo Mikić       |
| 13 | Brasile (bandiera)  | D     | Matheus Lins    |
| 15 | Austria (bandiera)  | A     | Namory Cissé    |
| 18 | Austria (bandiera)  | A     | Anthony Schmid  |
| 19 | Germania (bandiera) | C     | Ben Bobzien     |
| 20 | Germania (bandiera) | C     | Nico Gorzel     |

| N. |                     | Ruolo | Calciatore         |
| -- | ------------------- | ----- | ------------------ |
| 21 | Austria (bandiera)  | P     | Ammar Helac        |
| 22 | Guinea (bandiera)   | C     | Yadaly Diaby       |
| 23 | Austria (bandiera)  | C     | Pius Grabher       |
| 25 | Germania (bandiera) | C     | Paterson Chato     |
| 27 | Austria (bandiera)  | P     | Domenik Schierl    |
| 28 | Brasile (bandiera)  | D     | Anderson           |
| 29 | Austria (bandiera)  | P     | Simon Nesler-Täubl |
| 30 | Brasile (bandiera)  | C     | Rafael Devisate    |
| 31 | Austria (bandiera)  | D     | Matthias Maak      |
| 33 | Ungheria (bandiera) | C     | Dániel Tiefenbach  |
| 41 | Austria (bandiera)  | A     | Enes Koc           |
| 55 | Austria (bandiera)  | D     | Luca Meisl         |
| 70 | Serbia (bandiera)   | C     | Stefano Surdanovic |

### Rosa 2022-2023
Aggiornata al 22 aprile 2023.
| N. |                     | Ruolo | Calciatore       |
| -- | ------------------- | ----- | ---------------- |
| 4  | Austria (bandiera)  | D     | Tobias Berger    |
| 5  | Francia (bandiera)  | D     | Jean Hugonet     |
| 6  | Austria (bandiera)  | D     | Darijo Grujcic   |
| 7  | Austria (bandiera)  | D     | Fabian Gmeiner   |
| 8  | Turchia (bandiera)  | C     | Cem Türkmen      |
| 9  | Germania (bandiera) | A     | Emrehan Gedikli  |
| 10 | Serbia (bandiera)   | A     | Nemanja Motika   |
| 11 | Camerun (bandiera)  | A     | Michael Cheukoua |
| 12 | Francia (bandiera)  | D     | Hakim Guenouche  |
| 13 | Austria (bandiera)  | P     | Ammar Helac      |
| 14 | Germania (bandiera) | C     | Henri Koudossou  |
| 16 | Germania (bandiera) | C     | Torben Rhein     |
| 18 | Austria (bandiera)  | A     | Anthony Schmid   |

| N. |                     | Ruolo | Calciatore         |
| -- | ------------------- | ----- | ------------------ |
| 19 | Austria (bandiera)  | C     | Angelo Bačić       |
| 20 | Austria (bandiera)  | A     | Lukas Fridrikas    |
| 22 | Guinea (bandiera)   | C     | Yadaly Diaby       |
| 23 | Austria (bandiera)  | C     | Pius Grabher       |
| 27 | Austria (bandiera)  | P     | Domenik Schierl    |
| 28 | Brasile (bandiera)  | D     | Anderson           |
| 29 | Austria (bandiera)  | P     | Simon Nesler-Täubl |
| 31 | Austria (bandiera)  | D     | Matthias Maak      |
| 33 | Ungheria (bandiera) | C     | Dániel Tiefenbach  |
| 35 | Brasile (bandiera)  | C     | Adriel             |
| 44 | Austria (bandiera)  | D     | Hannes Küng        |
| 69 | Algeria (bandiera)  | C     | Yuliwes Bellache   |
| 70 | Austria (bandiera)  | C     | Stefano Surdanovic |

### Rosa 2020-2021
| N. |                     | Ruolo | Calciatore         |
| -- | ------------------- | ----- | ------------------ |
| 2  | Germania (bandiera) | D     | Simon Rauscher     |
| 3  | Francia (bandiera)  | D     | Till Cissokho      |
| 4  | Austria (bandiera)  | D     | Tobias Berger      |
| 5  | Croazia (bandiera)  | D     | Dominik Štumberger |
| 6  | Belgio (bandiera)   | C     | Brandon Baiye      |
| 7  | Austria (bandiera)  | D     | Fabian Gmeiner     |
| 8  | Francia (bandiera)  | C     | Naël Jaby          |
| 9  | Belgio (bandiera)   | A     | Adriano Bertaccini |
| 10 | Austria (bandiera)  | C     | Daniel Steinwender |
| 11 | Ghana (bandiera)    | C     | Blankson Anoff     |
| 13 | Austria (bandiera)  | D     | Dragan Marceta     |
| 14 | Austria (bandiera)  | D     | Alexander Ranacher |

| N. |                     | Ruolo | Calciatore        |
| -- | ------------------- | ----- | ----------------- |
| 16 | Austria (bandiera)  | C     | Christoph Freitag |
| 17 | Austria (bandiera)  | C     | Raul Marte        |
| 20 | Brasile (bandiera)  | C     | Wallace           |
| 22 | Austria (bandiera)  | C     | Nicolai Bösch     |
| 23 | Austria (bandiera)  | C     | Pius Grabher      |
| 24 | Austria (bandiera)  | D     | Sebastian Feyrer  |
| 25 | Svizzera (bandiera) | A     | Haris Tabaković   |
| 27 | Austria (bandiera)  | P     | Domenik Schierl   |
| 29 | Austria (bandiera)  | D     | Michael Lageder   |
| 31 | Austria (bandiera)  | D     | Matthias Maak     |
| 33 | Ungheria (bandiera) | C     | Dániel Tiefenbach |
| 98 | Austria (bandiera)  | P     | Florian Eres      |

### Rose delle stagioni precedenti
- 2010-2011
- 2014-2015
- 2015-2016
- 2016-2017

## Gemellaggi e rivalità
- Lustenau 07: è la rivalità per eccellenza, quella con la più antica compagine cittadina, con la quale gioca il derby di Lustenau. Nel corso degli anni le due squadre si sono affrontate in tutte le categorie, tranne che in Bundesliga. Nel 1934-1935 si affrontarono nella finale della coppa regionale, vinta poi per 4-2 dal Lustenau, mentre nel 1998-1999 la squadra Amateure dell'Austria Lustenau ottenne una vittoria per 5-3 ai tiri di rigore (1-1 d.t.s.) nella finale della stessa competizione.
- SW Bregenz: la partita con la squadra del capoluogo regionale è stata anche l'unico derby del Vorarlberg ad essere disputato in Bundesliga. In quattro partite, il Bregenz ha ottenuto 2 vittorie, contro la sola dell'Austria Lustenau; una partita è terminata in parità. I bianco-verdi hanno messo a segno 4 reti e ne hanno subite 7[3].

Insieme al FC Vorarlberg (spielgemeinschaft di Rätia Bludenz e Schwarz-Weiß Bregenz per la stagione 1973-1974), al Dornbirn ed all'Altach, queste sono le uniche squadre della regione ad aver preso parte al massimo campionato nazionale austriaco.